# Пам'ятник козакам Тихого Дону
Пам'ятник козакам Тихого Дону — скульптурна композиція, розташована на 120 км траси Р271 Міллерово — Вешенська, хутора Кружилинського. Фігура роботи скульпторів М.В. Можаєва, Е.М. Можаєвої і М.М. Щербакова є збірним чином донського козака. Скульптуру видно здалеку, оскільки її висота разом з курганом досягає 14 м, монумент стоїть біля перетину двох доріг. Постановою Міністерства культури Ростовської області від 16 листопада 2015 року пам'ятник входить в перелік об'єктів культурної спадщини регіонального значення.

## Опис
Пам'ятник являє собою шестиметрову восьмитонну кінну статую донського козака з бронзи, що стоїть на восьмиметровому насипному кургані. Козак зображений у військовій шинелі і кашкеті. Вся скульптурна композиція стоїть на невисокому бетонному постаменті на вершині кургану. Біля підніжжя кургану знаходиться камінь з вибитим на ньому написом: «Козакам Тихого Дону». В народі монумент часто називають пам'ятником Григорію Мелехову — головному герою роману-епопеї Михайла Олександровича Шолохова «Тихий Дон».

## Історія
Проект скульптурної композиції був розроблений у 1956 році в ході підготовки до виставки, присвяченої 40-ї річниці Великої Жовтневої революції. Бронзовий макет скульптури висотою 70 см отримав назву «Сурмач». Пізніше назвали композицію «Орлятко», потім — «В донських степах», і тільки в 1995 році, вже після відкриття, їй було дано назву «Козакам «Тихого Дону».
Макет скульптури демонстрували на виставках у Москві та в  Брюсселі, де він був удостоєний премії Ленінського комсомолу. Його придбало Міністерство культури УРСР і робота виставлялася в Харківському художньому музеї. У 1982 році М.В. Можаєв подарував М.О. Шолохову гіпсовий макет скульптури. В даний час цей подарунок входить в експозицію державного музею-заповідника письменника.
Скульптурою зацікавився перший секретар Ростовського обкому КПРС І. А. Бондаренко. Він запропонував відлити пам'ятник у дві натуральні величини і встановити його з північного боку при в'їзді в Ростов-на-Дону. Створення скульптури велося в Луганську на художньому виробничому комбінаті. Тут модель була спочатку виконана в глині, потім переведена в гіпс. Відливання у бронзі проводилися на Ленінградському експериментальному заводі художнього литва «Монументскульптура» в 1991 році. Монтаж і тонування виконала бригада творчої художньо-виробничої майстерні з Києва. Церемонія відкриття відбулася у травні 1994 року і була приурочена до святкування 89-ї річниці з дня народження М.О. Шолохова..